# Liste der Baudenkmale in Eydelstedt
In der Liste der Baudenkmale in Eydelstedt sind alle Baudenkmale der niedersächsischen Gemeinde Eydelstedt aufgelistet. Die Quelle der Baudenkmale ist der Denkmalatlas Niedersachsen. Der Stand der Liste ist der 23. März 2021.

## Allgemein
In den Spalten befinden sich folgende Informationen:
- Lage: die Adresse des Baudenkmales und die geographischen Koordinaten. Kartenansicht, um Koordinaten zu setzen. In der Kartenansicht sind Baudenkmale ohne Koordinaten mit einem roten Marker dargestellt und können in der Karte gesetzt werden. Baudenkmale ohne Bild sind mit einem blauen Marker gekennzeichnet, Baudenkmale mit Bild mit einem grünen Marker.
- Bezeichnung: Bezeichnung des Baudenkmales
- Beschreibung: die Beschreibung des Baudenkmales. Unter § 3 Abs. 2 NDSchG werden Einzeldenkmale und unter § 3 Abs. 3 NDSchG Gruppen baulicher Anlagen und deren Bestandteile ausgewiesen.
- ID: die Objekt-ID des Baudenkmales
- Bild: ein Bild des Baudenkmales, ggf. zusätzlich mit einem Link zu weiteren Fotos des Baudenkmals im Medienarchiv Wikimedia Commons. Wenn man auf das Kamerasymbol klickt, können Fotos zu Baudenkmalen aus dieser Liste hochgeladen werden:

## Eydelstedt

### Gruppe: Hofanlage Im Felde 5
Die Gruppe „Hofanlage Im Felde 5“ hat die ID 34627559.

| Lage                                   | Bezeichnung              | Beschreibung | ID       | Bild |
| -------------------------------------- | ------------------------ | ------------ | -------- | ---- |
| Im Felde 5 52° 41′ 41″ N, 8° 32′ 43″ O | Scheune                  |              | 34435129 | BW   |
| Im Felde 5 52° 41′ 40″ N, 8° 32′ 43″ O | Scheune                  |              | 34435105 | BW   |
| Im Felde 5 52° 41′ 40″ N, 8° 32′ 43″ O | Speicher                 |              | 38346304 | BW   |
| Im Felde 5 52° 41′ 39″ N, 8° 32′ 43″ O | Remise                   |              | 34435081 | BW   |
| Im Felde 5 52° 41′ 39″ N, 8° 32′ 42″ O | Wohn-/Wirtschaftsgebäude |              | 34435057 | BW   |

### Einzelbaudenkmale
| Lage                                 | Bezeichnung | Beschreibung | ID       | Bild |
| ------------------------------------ | ----------- | ------------ | -------- | ---- |
| Haßlau 2 52° 41′ 45″ N, 8° 33′ 28″ O | Remise      |              | 34435177 | BW   |

## Donstorf

### Gruppe: Hofanlage Donstorf 7
Die Gruppe „Hofanlage Donstorf 7“ hat die ID 34627559.

| Lage                                   | Bezeichnung              | Beschreibung | ID       | Bild |
| -------------------------------------- | ------------------------ | ------------ | -------- | ---- |
| Donstorf 7 52° 39′ 16″ N, 8° 32′ 46″ O | Wohn-/Wirtschaftsgebäude |              | 34434707 | BW   |
| Donstorf 7 52° 39′ 14″ N, 8° 32′ 48″ O | Speicher                 |              | 34434754 | BW   |
| Donstorf 7 52° 39′ 15″ N, 8° 32′ 50″ O | Remise                   |              | 34434776 | BW   |

### Gruppe: Hofanlage Donstorf Nr. 8
Die Gruppe „Hofanlage Donstorf Nr. 8“ hat die ID 34629459.

| Lage                                  | Bezeichnung              | Beschreibung | ID       | Bild |
| ------------------------------------- | ------------------------ | ------------ | -------- | ---- |
| Donstorf 8 52° 40′ 1″ N, 8° 32′ 40″ O | Wohn-/Wirtschaftsgebäude |              | 34435249 | BW   |
| Donstorf 8 52° 40′ 2″ N, 8° 32′ 41″ O | Backhaus                 |              | 34435275 | BW   |
| Donstorf 8 52° 40′ 2″ N, 8° 32′ 42″ O | Scheune                  |              | 34435326 | BW   |
| Donstorf 8 52° 40′ 2″ N, 8° 32′ 42″ O | Scheune                  |              | 34435300 | BW   |
| Donstorf 8 52° 40′ 1″ N, 8° 32′ 42″ O | Scheune                  |              | 34435378 | BW   |
| Donstorf 8 52° 40′ 1″ N, 8° 32′ 40″ O | Stall                    |              | 34435352 | BW   |

### Gruppe: Hofanlage Donstorf
Die Gruppe „Hofanlage Donstorf“ hat die ID 34627526.

| Lage                                   | Bezeichnung              | Beschreibung | ID       | Bild |
| -------------------------------------- | ------------------------ | ------------ | -------- | ---- |
| Donstorf 23 52° 39′ 55″ N, 8° 33′ 7″ O | Wohn-/Wirtschaftsgebäude |              | 34434849 | BW   |
| Donstorf 23 52° 39′ 55″ N, 8° 33′ 6″ O | Remise                   |              | 34434896 | BW   |
| Donstorf 23 52° 39′ 55″ N, 8° 33′ 5″ O | Stall                    |              | 34434875 | BW   |

### Einzelbaudenkmale
| Lage                                   | Bezeichnung              | Beschreibung  | ID       | Bild |
| -------------------------------------- | ------------------------ | ------------- | -------- | ---- |
| Donstorf 27 52° 39′ 4″ N, 8° 33′ 7″ O  | Speicher                 |               | 34434941 | BW   |
| Donstorf 27 52° 39′ 3″ N, 8° 33′ 8″ O  | Speicher                 |               | 34434917 | BW   |
| Donstorf 4 52° 40′ 6″ N, 8° 33′ 1″ O   | Mühle                    | Kornbrennerei | 34435472 | BW   |
| Donstorf 4 52° 40′ 6″ N, 8° 33′ 2″ O   | Brennerei                |               | 34435200 | BW   |
| Donstorf 77 52° 39′ 58″ N, 8° 33′ 8″ O | Wohn-/Wirtschaftsgebäude |               | 34434965 | BW   |
| Donstorf 5 52° 39′ 58″ N, 8° 32′ 44″ O | Mühle                    |               | 38264475 | BW   |
| Donstorf 5 52° 39′ 56″ N, 8° 32′ 40″ O | Speicher                 |               | 34435406 | BW   |

## Dörpel
| Lage                                    | Bezeichnung | Beschreibung | ID       | Bild |
| --------------------------------------- | ----------- | ------------ | -------- | ---- |
| Scharrel 23 52° 41′ 43″ N, 8° 36′ 43″ O | Speicher    |              | 34434687 | BW   |

## Düste
| Lage                                      | Bezeichnung | Beschreibung | ID       | Bild |
| ----------------------------------------- | ----------- | ------------ | -------- | ---- |
| Im Wehrwinde 16 52° 41′ 5″ N, 8° 32′ 2″ O | Scheune     |              | 34435430 | BW   |